# مسجد جامع چوبیندر
مسجد جامع چوبیندر مربوط به دوره قاجار است و در شهرستان قزوین، روستای چوبیندر واقع شده و این اثر در تاریخ ۲۵ اسفند ۱۳۷۸ بعد از مرمت اساسی به دست اساتید معماری بومی این ناحیه من جمله معمار اسماعیل شفیعی به همراه حمام باستانی چوبیندر با شمارهٔ ثبت ۲۶۲۰ به‌عنوان یکی از آثار ملی ایران به ثبت رسیده است.